# Medina FM
Medina FM Radio est une station radiophonique privée marocaine, basée à Meknès.

## Fréquences
Toutes les fréquences données sont sur la bande FM :
- Casablanca : 102.1 MHz
- Meknes : 92.9  MHz
- Rabat : 97.0  MHz
- Mehdia :  99.5  MHz
- SARSAR : 90.1  MHz
- Eljadida : 101.3  MHz
- Tanger : 91.1  MHz
- Tetouan : 93.0  MHz
- Fes : 100.4  MHz
- Ifrane : 103.2  MHz
- Midelt : 101.6  MHz
- Missour : 100.8  MHz
- Benimellal : 105.1  MHz
- Settat : 96.4  MHz
- Taounate : 99.6  MHz
- Oujda : 87.8  MHz
- Nador : 101.4  MHz
- Taza : 101.7  MHz
- Alhoceima : 101.6  MHz
- Taourirt : 103.4  MHz
- Targuist : 102.6  MHz
- Fnidaq : 102.7  MHz
- Khenifra : 96.2  MHz
- Khouribgua : 100.7  MHz
- Bouarfa : 104.7  MHz
- Figuig 96.6 :  MHz
- Marrakech : 100.1  MHz
- Agadir oufella : 106.0  MHz
- Dakhla : 103.1  MHz
- Laayoune : 96.1  MHz
- Safi : 88.4  MHz
- Taroudante : 104.1  MHz
- Erfoud :  101.8  MHz
- Boumalen : 101.2  MHz

## Émissions
- Nostalgie : Propose des portraits d'artistes des années 60, 70, 80 et 90, biographie, discographie... ;

- Ya Msaharni  : Propose des portraits d'artistes arabes de la belle époque, biographie, discographie ;

- Allah Ytawi Lama: Un moyen original, de trouver son âme sœur...;